# Anton Hula

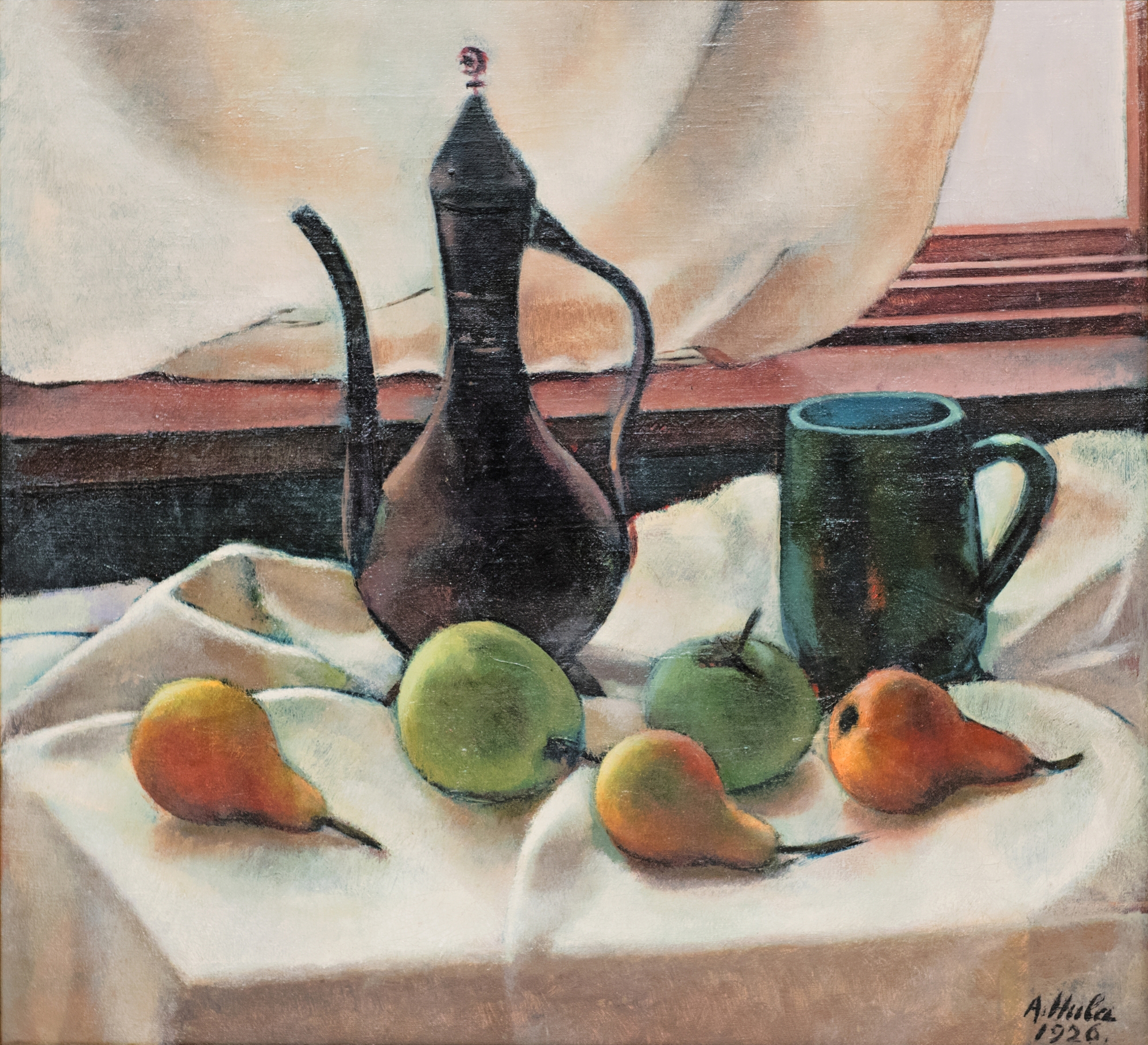
Stillleben

Anton Hula (* 30. November 1896 in Wien; † 17. Oktober 1946 ebenda) war ein österreichischer Maler des Realismus. 

## Leben
Hula studierte an der Akademie der Bildenden Künste Wien bei Eugen Sturm-Skrla (1894–1943). Nach dem Studium war er in Wien als Landschafts-, Stillleben-, Genre- und Bildnismaler tätig. Während des Ersten Weltkrieges diente er als Oberleutnant, danach wurde er ab 1920 Beamter im Staatsdienst und Bürokollege von Emil Beischläger. Er war ab dem 18. Juli 1946 Mitglied des Wiener Künstlerhauses.
Seine Malerei zeichnete sich durch eine hohe Präzision aus. Er blieb auch während des Zweiten Weltkrieges als Maler tätig.

## Werke (Auswahl)
- Tänzerin
- Landschaft bei Mauterndorf
- Landschaft aus dem Waldviertel
- Schladming
- Mädchenbildnis
- Porträt Eugen Sturm-Skrla
- Nelken